# Niels Frederiksen (fodboldtræner)
 For alternative betydninger, se Niels Frederiksen. (Se også artikler, som begynder med Niels Frederiksen)
Niels Frederiksen (født 5. november 1970 i Odense) er en dansk fodboldtræner for Lech Poznań.
I marts 2009 blev han ansat som cheftræner for Lyngby Boldklubs førstehold, efter at han siden 2006 havde været tilknyttet klubben i forskellige funktioner. Fra 1996 til 2011 har Frederiksen haft forskellige direktør og lederstillinger i Danske Bank, senest som underdirektør i Corporate HR, ved siden af trænergerningen. Han har en kandidatgrad i økonomi (cand.oecon.). I 2013 blev han ny cheftræner for Esbjerg fB, hvor han erstattede Jess Thorup, som var blevet U21-landstræner. Han fik to år som træner i klubben, efter at det den 10. august 2015 blev meddelt, at han blev fyret efter en række skuffende resultater i Superligaen.

## Trænerkarriere
Som 17-årig begyndte han for første gang at træne fodboldhold, da han blev tilknyttet nogle ungdomshold hos barndomsklubben B 1913 i Odense. 

### B.93
Niels Frederiksen kom i 1997 til Boldklubben af 1893 på Østerbro, hvor han begyndte at træne ungdomshold. I årene fra 2000 til 2002 havde han ansvaret for klubbens U/16-hold, og han fulgte spillerne da de rykkede op i U/18-rækken i 2003-04.
I 2005 blev Frederiksen udpeget som talentchef for B.93, ligesom i en periode fungerede som assistenttræner for klubbens hold i 2. division. I november 2005 underskrev Frederiksen en kontrakt som U/19-cheftræner for Lyngby Boldklub, og han forlod B.93 ved udgangen af 2005. I tiden hos B.93 blev han ved siden af jobbet i Danske Bank, også uddannet til UEFAs højeste trænerlicens, P-licens i 2011, og har igennem flere år fungeret som DBU-instruktør.

### Lyngby BK
Frederiksen tiltrådte 1. januar 2006 i Lyngby Boldklub som cheftræner for klubbens U/18 og 19-hold. I den første sæson blev det til sølvmedaljer i kampen om Danmarksmesterskabet, og i 2007 førte han holdet frem til tredjepladsen i ligaen. Niels Frederiksen blev i februar 2008 forfremmet til talentchef for Lyngby, hvilket var klubbens første siden 2004, hvor Birger Jørgensen havde posten.
Niels Frederiksen indtrådte 28. januar 2009 i bestyrelsen i aktieselskabet Lyngby Boldklub.
Lyngby BKs 1. hold spillede i foråret 2009 i 1. division, hvor klubben havde en målsætning om at rykke op i Superligaen. Efter at klubben i de første kampe af forårssæsonen havde mistet flere point, blev cheftræner Henrik Larsen den 23. marts 2009 fyret. Samme dag blev Niels Frederiksen forfremmet fra talentchef til cheftræner for klubbens bedste hold. Lyngby BK sluttede sæsonen på en 6. plads, 21 og 19 point efter oprykkerne fra Herfølge Boldklub og Silkeborg IF. I
sæsonen 2009-10 fortsatte Frederiksen som cheftræner for klubbens hold i 1. division, samtidig med at han på daværende tidspunkt var chef for en HR-enhed og underdirektør i Danske Bank. Efter 30 kampe i sæsonen kunne Lyngby i sommeren 2010 fejre at de var rykket op i Superligaen. Frederiksen fik sammen med holdet 62 point og sluttede på andenpladsen efter AC Horsens med 66, og 3 point foran FC Fredericia på tredjepladsen.
Efter oprykningen til Superligaen valgte Lyngby BK og Niels Frederiksen den 1. juli 2010 at forlænge samarbejdet med ét år. Her tog Niels Frederiksen ét års orlov fra chefjobbet i banken, og ville kun løse konsulentopgaver for Danske Bank samtidig med jobbet som superligatræner.  I Superligaen 2010-11 blev Lyngby en del af opgøret om at ikke rykke ned i 1. division. Det var først i 33. og sidste spillerunde, 29. maj 2011, at Lyngby BK med en hjemmesejr på 2-0 over OB, sikrede sig endelig overlevelse i Superligaen. Klubben endte sammenlagt på en 8. plads med 38 point.
I starten af juni 2011 blev Niels Frederiksen før første gang ansat på fuldtid i klubben. Dette skete efter af parterne underskrev en aftale der var gældende til og med juni 2014. Frederiksen var 1. september 2011 fri fra sine ansættelsesmæssige forpligtelser i Danske Bank koncernen, og han blev ugen efter også udpeget til manager for Lyngby Boldklub, hvor han fik hovedansvaret for klubbens køb og salg af spillere. Samme år bestod han den højeste danske og internationale træneruddannelse, DBUs P-licens.
Niels Frederiksen havde pr. 6. september 2012 stået i spidsen for Lyngby BKs førstehold i 49 kampe i 1. division og 66 i Superligaen.

### Esbjerg fB
I maj 2013 blev det offentligtgjort, at Frederiksen ville blive ny cheftræner for Esbjerg fB, hvis træner Jess Thorup var blevet udnævnt til ny U21-landstræner. Efter to år blev han den 10. august 2015 fyret.

### Danmarks U/21-landshold
Det blev den 27. august 2015 offentliggjort, at Frederiksen var ny træner for Danmarks U/21-fodboldlandshold.
Han forlængede den 8. marts 2017 sin kontrakt med to år.

### Brøndby IF
Brøndby IF offentliggjorde den 1. juni 2019, at man havde indgået en aftale med Frederiksen med udløb den 30. juni 2021 med start efter Danmarks sidste kamp ved U/21 EM 2019 .  Frederiksen tiltrådte 25. juni 2019. Frederiksens kontrakt blev forlænget den 21. januar 2021 med yderligere 2 år, så den nu løber til udgangen juni 2023. den 24. maj 2021 vandt Brøndby IF det danske mesterskab med Niels Frederiksen i spidsen.
Den 14. november 2022 blev hans kontrakt i Brøndby ophævet.